# Paraeuchaeta hansenii
Paraeuchaeta hansenii is een eenoogkreeftjessoort uit de familie van de Euchaetidae. De wetenschappelijke naam van de soort is voor het eerst geldig gepubliceerd in 1915 door With.